# Jamie Schaafsma
Jamie Schaafsma (* 11. Februar 1983 in Chatham, Ontario) ist ein ehemaliger niederländisch-kanadischer Eishockeyspieler, der zuletzt bis 2019 bei den Fort Wayne Komets in der ECHL unter Vertrag stand. Er nahm für die Niederlande an vier Weltmeisterschaften der Division I teil.

## Karriere
Jamie Schaafsma, der als Sohn niederländischstämmiger Eltern in der kanadischen Provinz Ontario geboren wurde, begann seine Karriere als Eishockeyspieler beim Nachwuchsteam Chatham Kent Cyclones in seiner Heimatstadt. Später stand er bei den Petrolia Jets und den Tecumseh Chiefs, die ebenfalls in regionalen Spielklassen in Ontario aktiv sind, auf dem Eis. 2004 zog es ihn in die Heimat seiner Vorfahren, wo er zunächst zwei Jahre für die Eaters Geleen und anschließend ein Jahr bei den Amstel Tijgers Amsterdam jeweils in der Ehrendivision spielte. Mit den Tijgers konnte er 2007 den niederländischen Eishockeypokal für sich entscheiden. Anschließend wechselte er zum SHC Fassa in die italienische Serie A1, in der er als fünftbester Scorer der Liga zum guten Abschneiden des Teams aus Canazei beitrug, das das Playoff-Halbfinale erreichte. Trotzdem verließ er den Klub und schloss sich den Fischtown Pinguins aus Bremerhaven an, die in der zweiten Bundesliga spielten. Aber schon im Dezember 2008 kehrte er nach Italien zurück, wo er die Spielzeit für den amtierenden Meister HC Bozen beendete und mit den Südtirolern nicht nur den Meistertitel verteidigte, sondern auch den Pokalwettbewerb gewann. Nach diesem Erfolg kehrte er zunächst nach Nordamerika zurück, wo er für die Flint Generals in der International Hockey League auf dem Eis stand. Mit dem Team aus Michigan erreichte er das Finale um den Turner Cup, das jedoch gegen die Fort Wayne Komets mit 1:4 Siegen verloren ging. Als anschließend Team und Liga aufgelöst wurden, wechselte er erneut nach Italien, wo er bis 2012 beim HC Gherdëina aus Gröden in der zweitklassigen Serie A2 spielte. Nachdem zweimal der Aufstieg in die Serie A1 missglückt war, kehrte er endgültig nach Nordamerika zurück und spielte drei Jahre für die Allen Americans. Mit den Texanern gewann er zunächst 2013 und 2014 den Ray Miron President’s Cup der Central Hockey League. Im April 2013 absolvierte er auf Leihbasis sein einziges Spiel in der American Hockey League für die Houston Aeros. Nachdem die Liga 2014 aufgelöst worden war, wechselte er mit seinem Team in die ECHL über, wo 2015 auf Anhieb der Kelly Cup gewonnen wurde. Anschließend wechselte er zum Ligarivalen Fort Wayne Komets, wo er – wie schon in seinem letzten Jahr bei den Allen Americans – als Mannschaftskapitän fungierte. 2019 beendete er seine aktive Laufbahn.

### International
Für die Niederlande spielte Schaafsma bei den Weltmeisterschaften der Division I 2007, 2008, 2009, als er gemeinsam mit dem Italiener Roland Ramoser Torschützenkönig und gemeinsam mit dem Briten Grg Chambers drittbester Scorer des Turniers hinter Ramoser und dessen Landsmann Trevor Johnson war, und 2011. Daneben nahm Schaafsma mit der niederländischen Mannschaft auch am Qualifikationsturnier für die Olympischen Winterspiele 2010 teil, ohne dass sich die Niederländer jedoch qualifizieren konnten.

## Erfolge und Auszeichnungen
- 2007 Niederländischer Pokalsieger mit den Amstel Tijgers Amsterdam
- 2008 Italienischer Meister mit dem HC Bozen
- 2008 Italienischer Meister mit dem HC Bozen
- 2009 Torschützenkönig bei der Weltmeisterschaft Division I, Gruppe B
- 2013 Gewinn des Ray Miron President’s Cup der Central Hockey League mit den Allen Americans
- 2014 Gewinn des Ray Miron President’s Cup der Central Hockey League
- 2015 Gewinn des Kelly Cups der ECHL mit den Allen Americans

## Statistik
(Stand: Ende der Spielzeit 2018/19)